# Hjord
En hjord er et udtryk for en større samling tamdyr, eller en størreflok vildtlevende dyr, især drøvtyggere.